# پرنسس ماریا آنتونیا
پرنسس ماریا آنتونیا (انگلیسی: Princess Maria Antonia of Naples and Sicily) جوانترین دختر فردیناند چهارم (سیسیل) بود. او با فردیناند هفتم اسپانیا ازدواج کرد و ملکۀ اسپانیا شد.